# Brunellia acostae
Brunellia acostae är en tvåhjärtbladig växtart som beskrevs av José Cuatrecasas. Brunellia acostae ingår i släktet Brunellia och familjen Brunelliaceae. Inga underarter finns listade i Catalogue of Life.